# 雷韦尔根杰
雷韦尔根杰（Revelganj）是印度比哈尔邦Saran县的一个城镇。总人口34044（2001年）。

## 人口
该地2001年总人口34044人，其中男性17607人，女性16437人；0—6岁人口5945人，其中男2984人，女2961人；识字率44.65%，其中男性为56.48%，女性为31.98%。